# Seznam solesmeských převorů a opatů

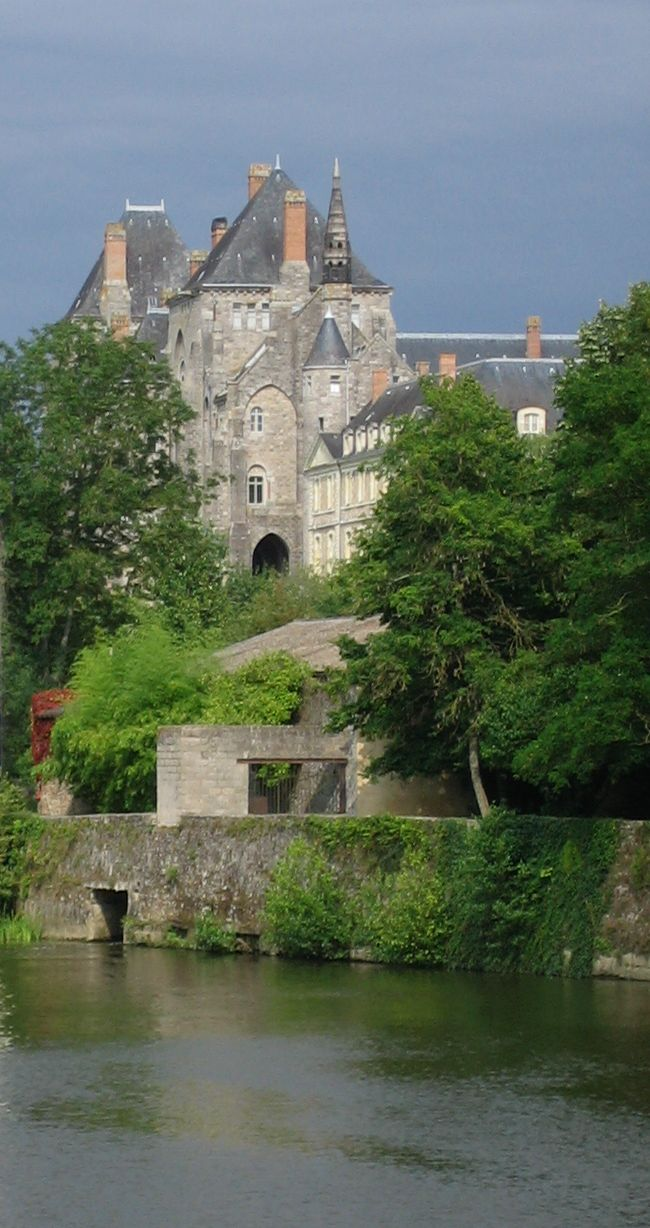
Pohled na solesmeské opatství od západu

Solesmeské opatství svatého Petra vzniklo kolem roku 1010 nejprve jako převorství, od roku 1790 bylo uzavřeno v důsledku revolučního běsnění. Z iniciativy Doma Prospera Guérangera byla roku 1837 obnovena činnost kláštera, který byl povýšen na opatství a Prosper Guéranger byl jmenován jeho prvním opatem.

## Převorové
- 1010-1050: Rambert
- 1050-1070: Garnier
- 1070-1???: Robert
- 1???-1???: Pierre I. de Lièvre
- 1???-1???: Guillaume I. Lostellier
- 1???-1???: Gervais du Pont
- 1???-1???: Eudes de Clinchamp
- 1???-1280: Étienne I. Sougé
- 1280-12??: Pierre II
- 12??-1317: Jean I. de Clinchamp
- 1317-1345: Jacques I. Bloislin
- 1345-13??: Jean II. Hubert de Vallambron
- 13??-1399: Guillaume II. Patry
- 1399-1416: Hélie de Voude
- 1416-1428: Alain Le Doyen
- 1428-1436: Henri des Vignes
- 1436-1450: Jean III. du Tremblay
- 1450-1461: Gérard de Lorière
- 1461-1469: Thomas I. Bouchard
- 1469-1480: Philibert de La Croix
- 1480-1490: Matthieu de La Motte
- 1490-1496: Guillaume III. Cheminart
- 1496-1505: Philippe I. Moreau de Saint-Hilaire
- 1505-1556: Jean IV. Bougler
- 1556-1564: Jacques II. Fouin
- 1564-1582: Nicolas de Fumée
- 1582-1599: Charles I. Deschamps
- 1599-1603: Valentin Ourry
- 1603-1610: Jean V du Bois
- 1610-1617: Horace de Strozzi
- 1617-1621: Dominique de Bonzi
- 1621-1622: Jean VI. Le Jey
- 1622-1628: Thomas II. de Bonzi
- 1628-1630: Michel I. Laigneau
- 1630-1670: Gabriel du Bouchet de Sourches
- 1670-1692: Joseph des Ormes
- 1692-1706: Étienne II. de Noyelle
- 1706-1726: Charles II. Joseph de Clermont-Chaste de Gessans
- 1726-1753: Jean-Baptiste I. Edme Duret
- 1753-1754: Michel II. Lespinois
- 1754-1757: Jean-Baptiste II. Giron
- 1757-1760: Marc-Antoine Guillon (1)
- 1760-1763: Edmond Petit
- 1763-1766: Marc-Antoine Guillon (2)
- 1766-1769: Julien I. Thomas Lamandé
- 1769-1772: Julien II. Gilles Pitteu
- 1772-1778: Christophe-Augustin Flosceau
- 1778-1781: Jean-Baptiste III. Coullon de La Besnarderie
- 1781-1786: Alexis Louason
- 1786-1790: Jérôme de Sageon
- 1790-1833: Suppression
- 1833-1837: Prosper Guéranger (1)

## Opati
| Portrét | Erb | Období služby | Titul                   | Poznámky |
| ------- | --- | ------------- | ----------------------- | --- |
|         |     | 1837 až 1875  | Prosper Guéranger       | |
|         |     | 1875 až 1890  | Louis-Charles Couturier | narozen 12. května 1817 v Chemillé-sur-Dême v Indre-et-Loire, duchovní činnost od roku 1855 a opatem se stal roku 1861, do funkce solesmeského opata byl zvolen 11. února 1875, zemřel ve funkci 29. října 1890 v Solesmes. |

- 1890–1921: Paul Delatte
- 1921–1959: Germain Cozien
- 1959–1992: Jean VII. Prou
- 1992–současnost: Philippe II. Dupont